# 蘇霍沃利亞 (沃洛季米列齊區)
51°20′30″N 25°59′4″E / 51.34167°N 25.98444°E
蘇霍沃利亞（烏克蘭語：Суховоля），是烏克蘭西北部的村莊，隸屬里夫內州的瓦拉什區。該村始建於1629年，面積9.04平方公里，海拔高度176米，2001年人口365。